# عبدالله مبارک
عبدالله مبارک (انگلیسی: Abdullah Mubarak؛ زادهٔ ۵ اوت ۱۹۶۲) بازیکن و مربی فوتبال اهل قطر است.

## باشگاهی
از باشگاه‌هایی که در آن بازی کرده‌است می‌توان به الاهلی قطر اشاره کرد.